# Museu Nacional de la Xina
El Museu Nacional de la Xina (en xinés:中国国家博物馆 ; en pinyin: Zhōngguó Guojia bówùguǎn), es troba al costat oriental de la plaça de Tian'anmen de la ciutat de Pequín, República Popular de la Xina). La missió del museu és educar sobre les arts i la història de la Xina. Està dirigit pel Ministeri de Cultura de la República Popular de la Xina. És un dels més grans museus del món.

## Història

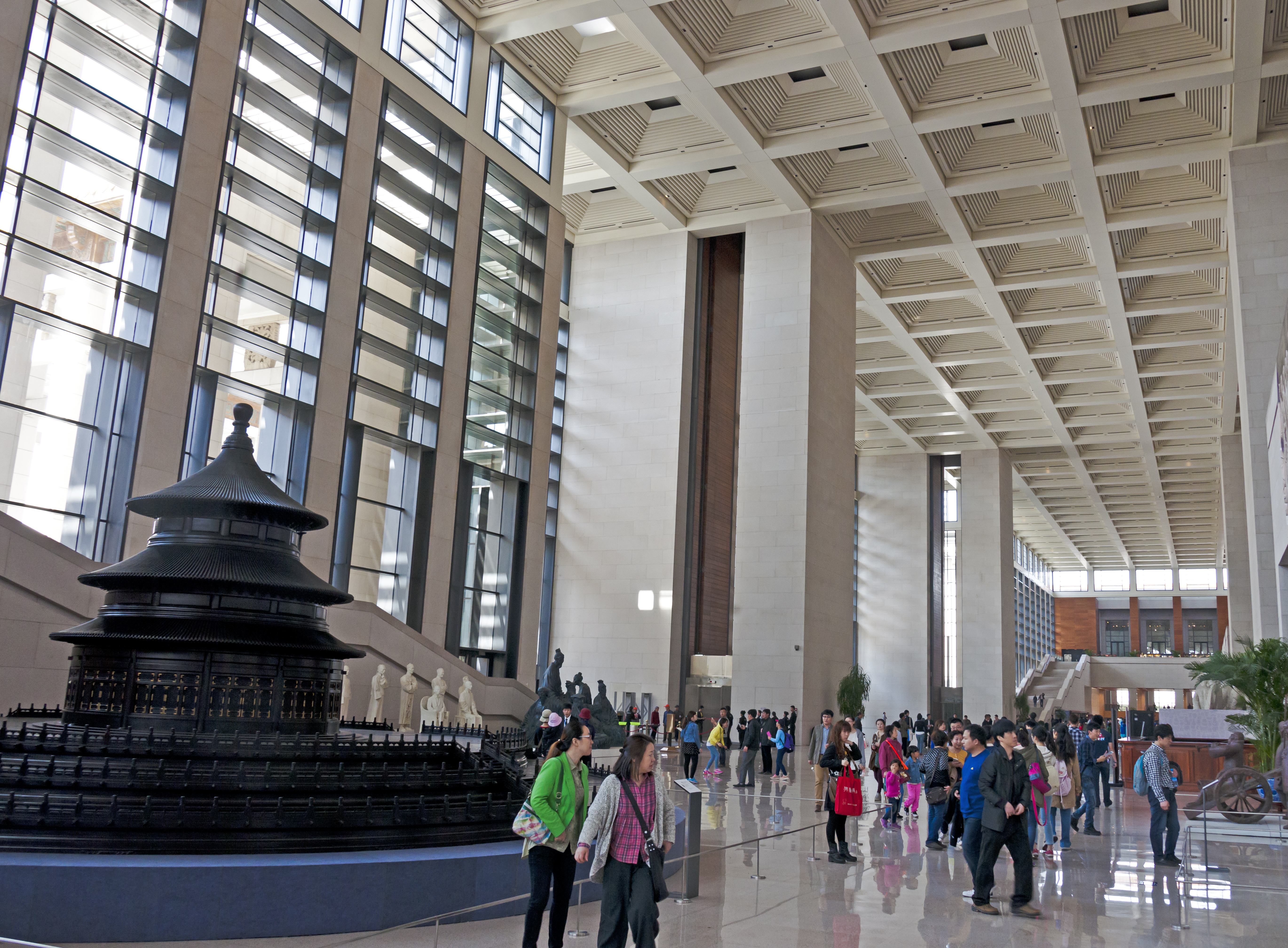
Passadís d'entrada amb el model del Temple del Cel.

El museu va ser establert el 2003 per la fusió dels dos museus separats que havien ocupat el mateix edifici des de 1959: el Museu de la Revolució Xinesa a l'ala nord -originari de l'Oficina del Museu Nacional de la Revolució fundada el 1950 per preservar el llegat de la revolució de 1949- i el Museu Nacional d'Història de la Xina a l'ala sud -amb orígens tant al Museu de Pequín Història Nacional, fundat el 1949, i l'Oficina preliminar del Museu Nacional d'Història, fundada el 1912, amb la tasca de salvaguardar el gran llegat històric de la Xina-.
L'edifici va ser acabat el 1959 com un dels deu grans edificis que celebraven el desè aniversari de la fundació de la República Popular de la Xina. Es va complementar amb el contrari Gran Saló del Poble, que va ser construït al mateix temps. L'estructura s'estableix sobre 6,5 hectàrees i té una longitud frontal de 313 metres, una alçada de quatre plantes d'un total de 40 metres, i una amplada de 149 metres, el frontal mostra onze pilars quadrats en el seu centre.
Després de quatre anys de renovació, el museu va reobrir el 17 de març de 2011, amb 28 noves sales d'exposicions, més del triple de l'espai de l'exposició anterior, i amb instal·lacions per a exposicions d'art i d'emmagatzematge. Té una superfície total de quasi 200 000 m² per a exposicions.Les renovacions van ser dissenyats per la firma alemanya Gerkan, Marg and Partners.

## Col·leccions
El museu, mostra la història de la Xina des de l'Home de Yuanmou de fa 1,7 milions d'anys fins al final de la dinastia Qing -l'última dinastia imperial-, compta amb una col·lecció permanent de 1.050.000 objectes, amb molts artefactes preciosos i rars que no es troben en qualsevol altre lloc a la Xina o la resta del món.
Entre els elements més importants del Museu Nacional de la Xina estan els "Simuwu Ding" de la dinastia Shang -la peça més pesant de l'antiga edat del bronze en el món, de 832,84 kg-, la forma quadrada en bronze d'un «zun» -got per a vi- de la dinastia Shang decorat amb quatre caps d'ovelles, una gran i rara inscripció de la dinastia Zhou de l'Oest en una safata per a aigua de bronze, un pal de recompte de bronze amb incrustacions d'or de la dinastia Qin en forma d'un tigre, de la dinastia Han un vestit d'enterrament de jade cosit amb fil d'or, i una col·lecció completa de la dinastia Tang en ceràmica «sancai» -tipus de ceràmica vidrada- tricolor i ceràmica de la dinastia Song.

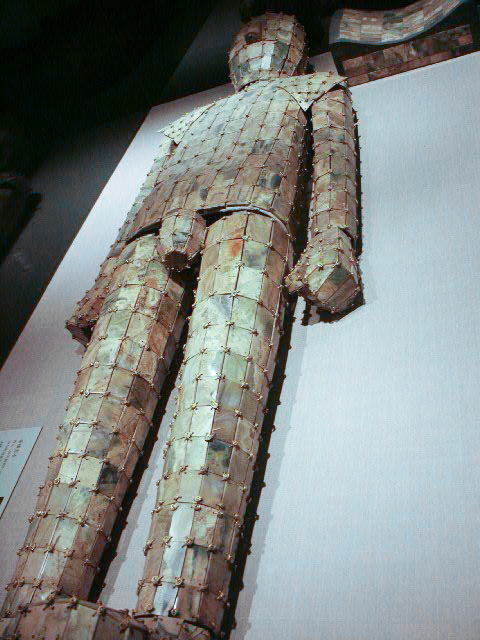
Vestit d'enterrament de jade cosit amb fil d'or, dinastia Han.
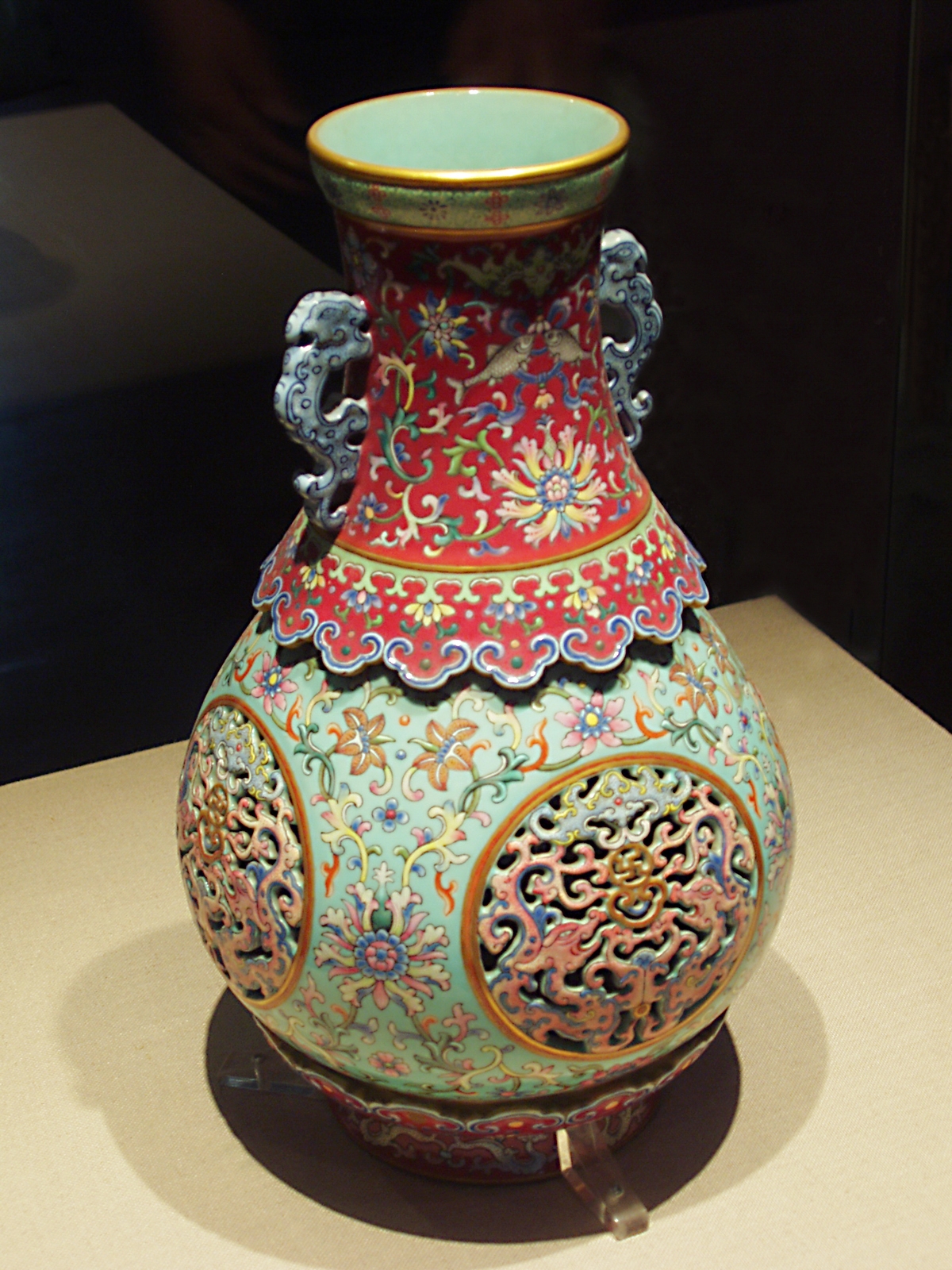
Gerro de porcellana, de l'època de Qianlong de la dinastia Qing
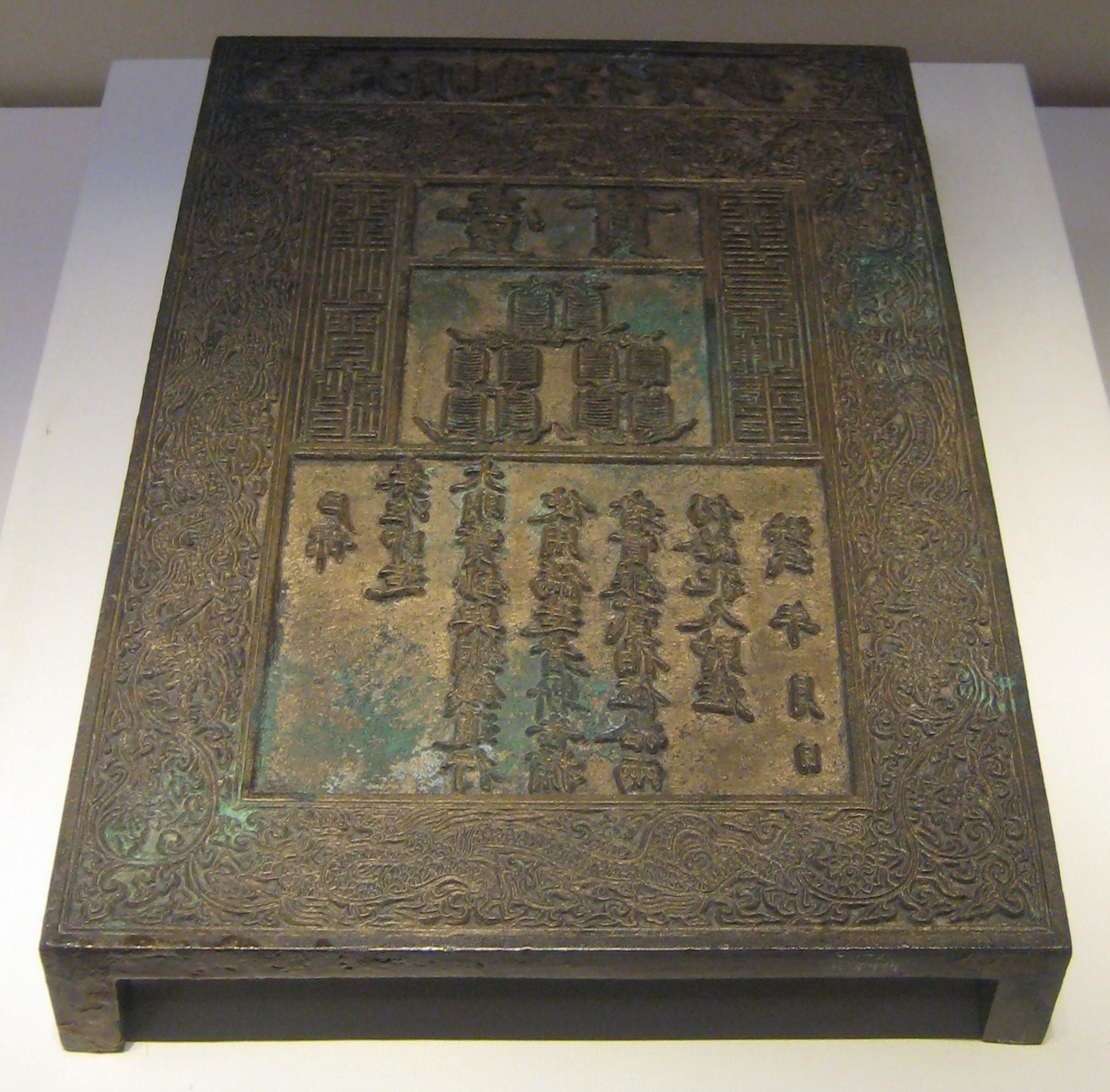
Placa per a impressió de billets-
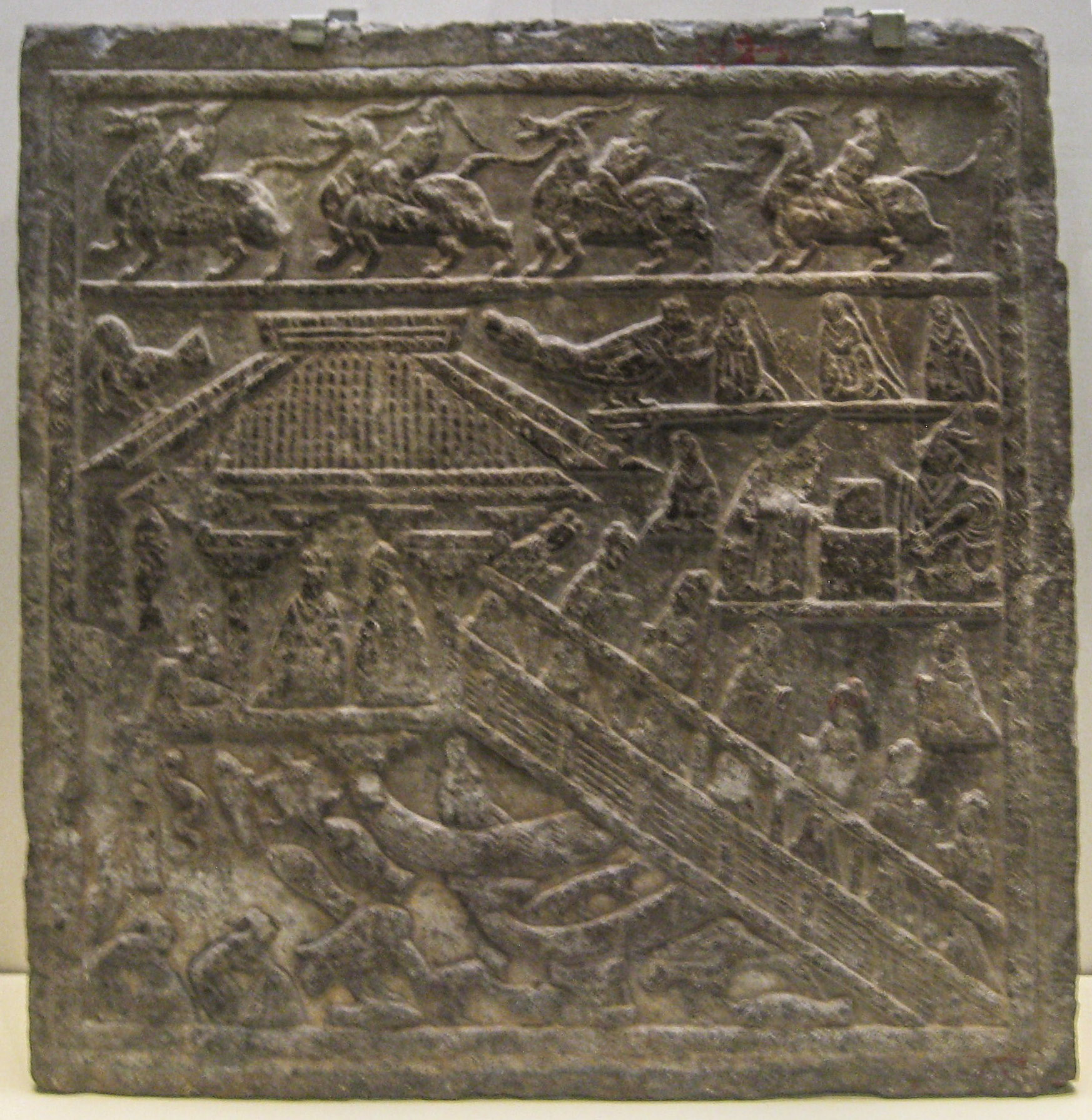
Talla de pedra de la dinastia Han de l'Est, amb la representació d'un pavelló a la vora de l'aigua a efectes d'un llac.
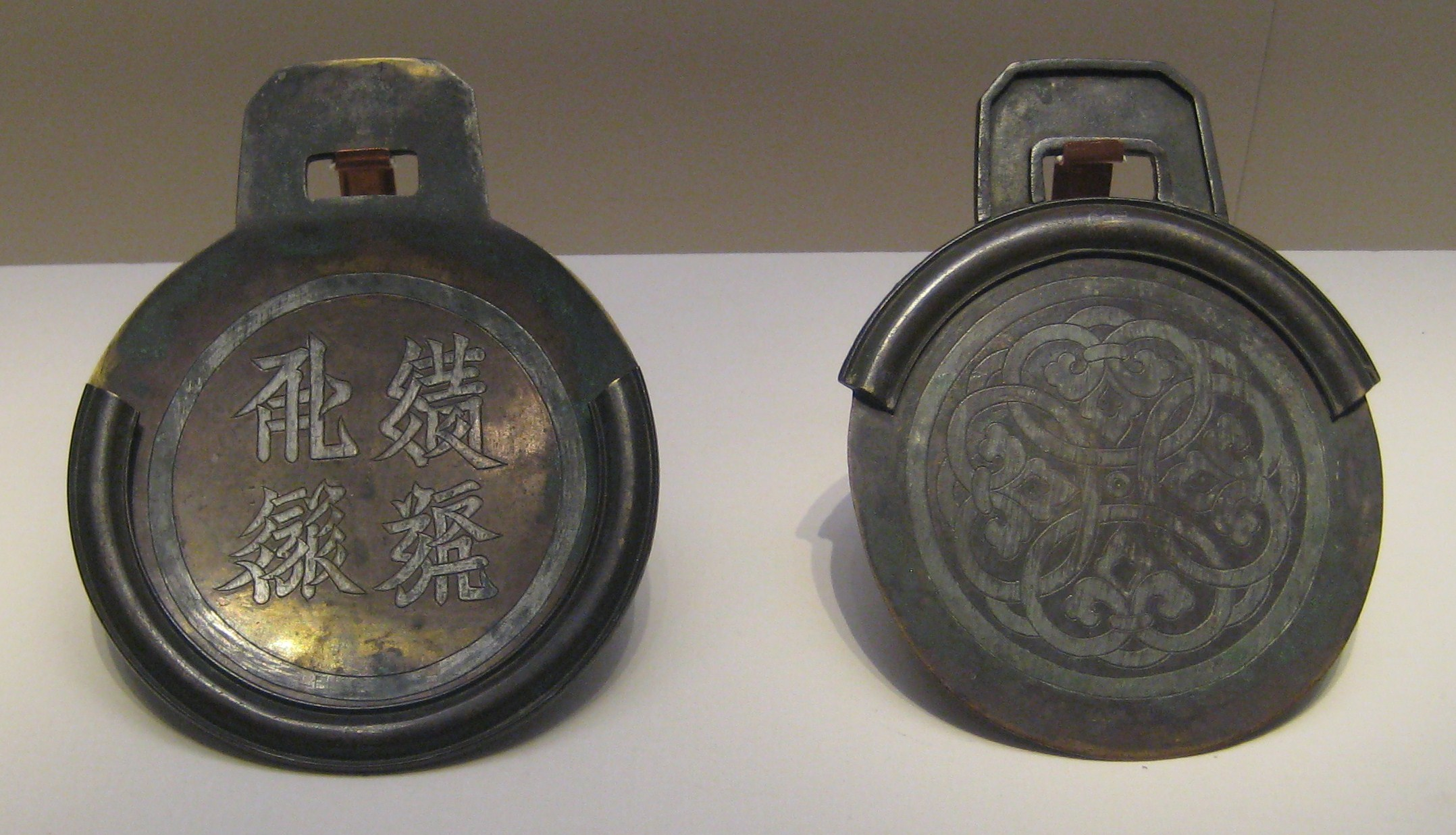
Dues parts en bronze amb incrustacions i inscripció en plata.
Atuell de bronze en forma de ratpenat, dinastia Shang.
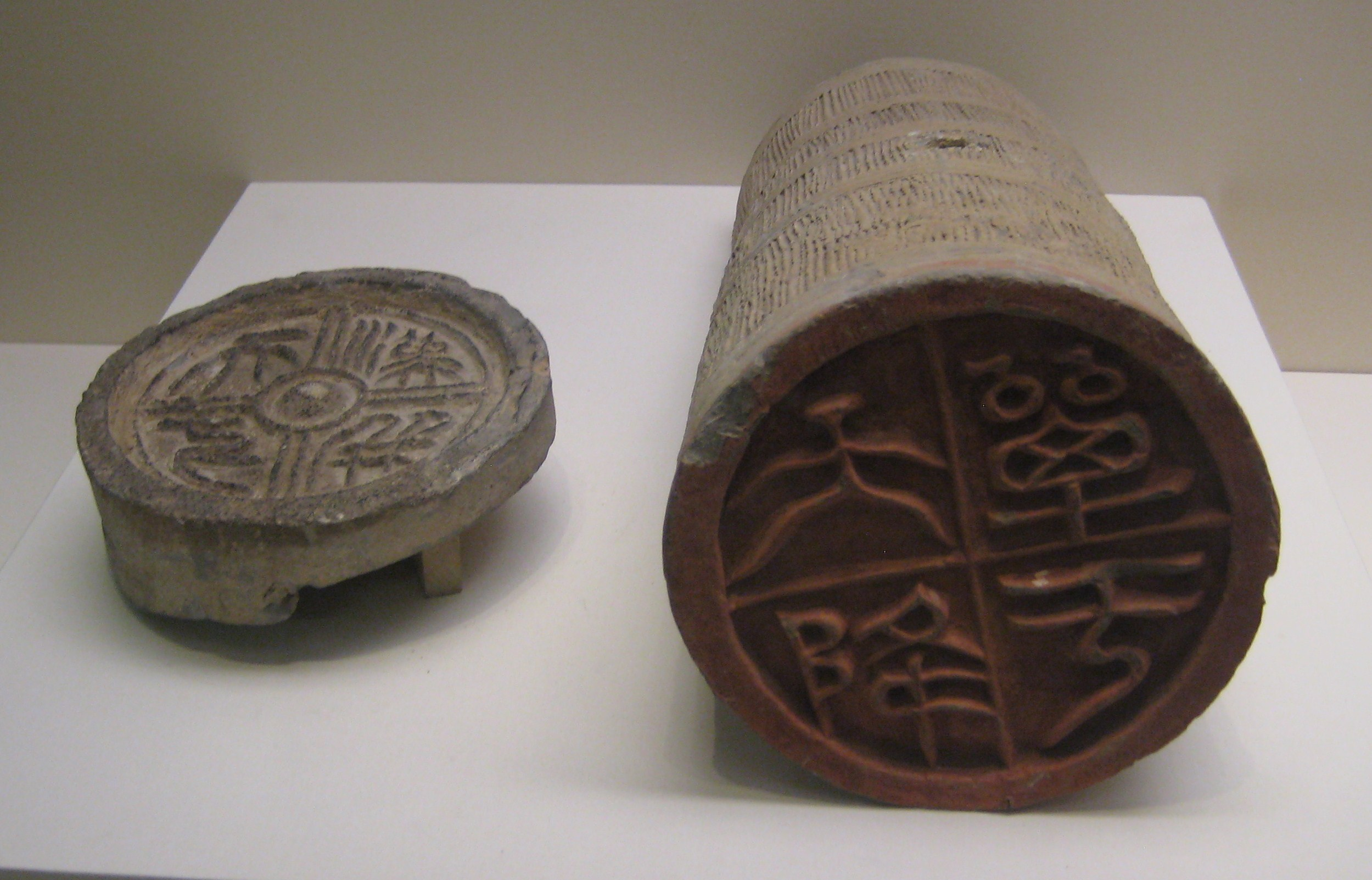
Teula de ceràmica amb el segell als extrems de la dinastia Han de l'Oest.
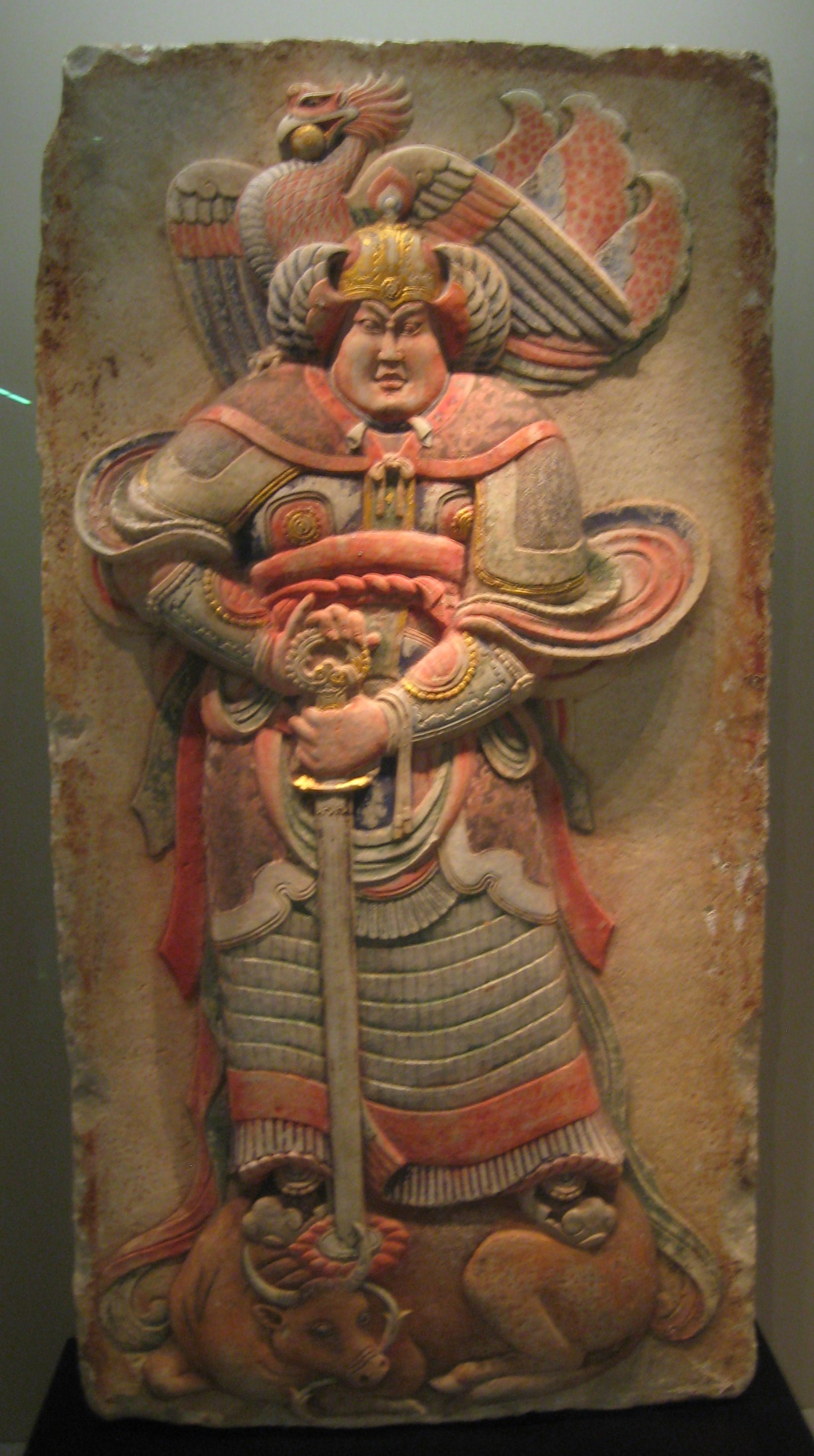
Relleu en una pedra pintada d'un guerrer de la dinastia Liang.
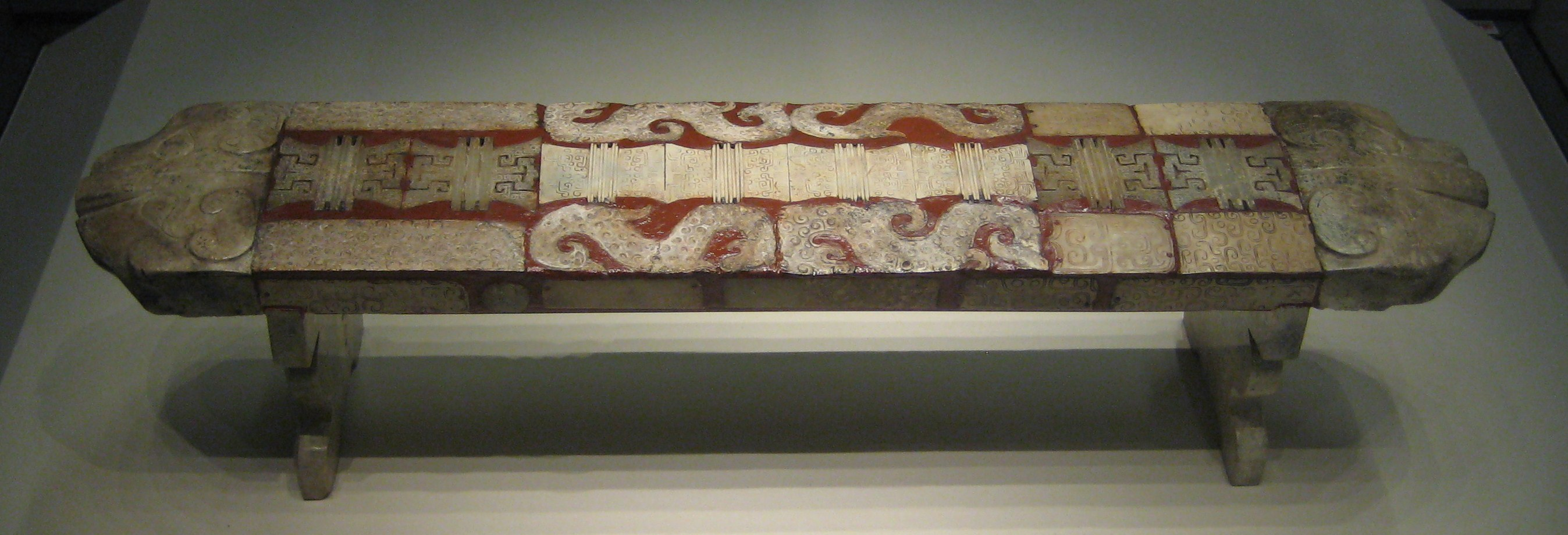
Coixí de jade de la dinastía Han de l'Oest.
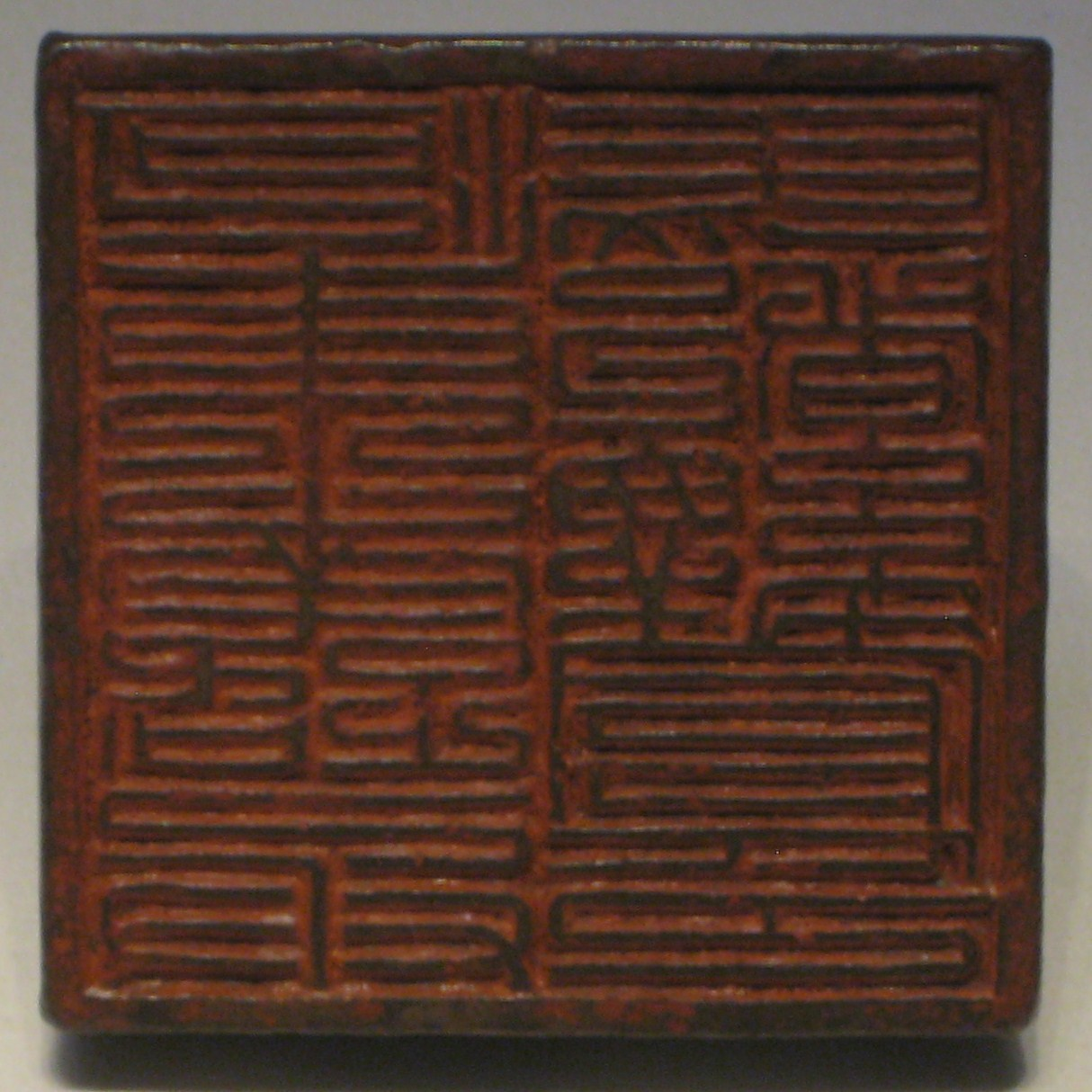
Segell de bronze de la dinastia Jin.
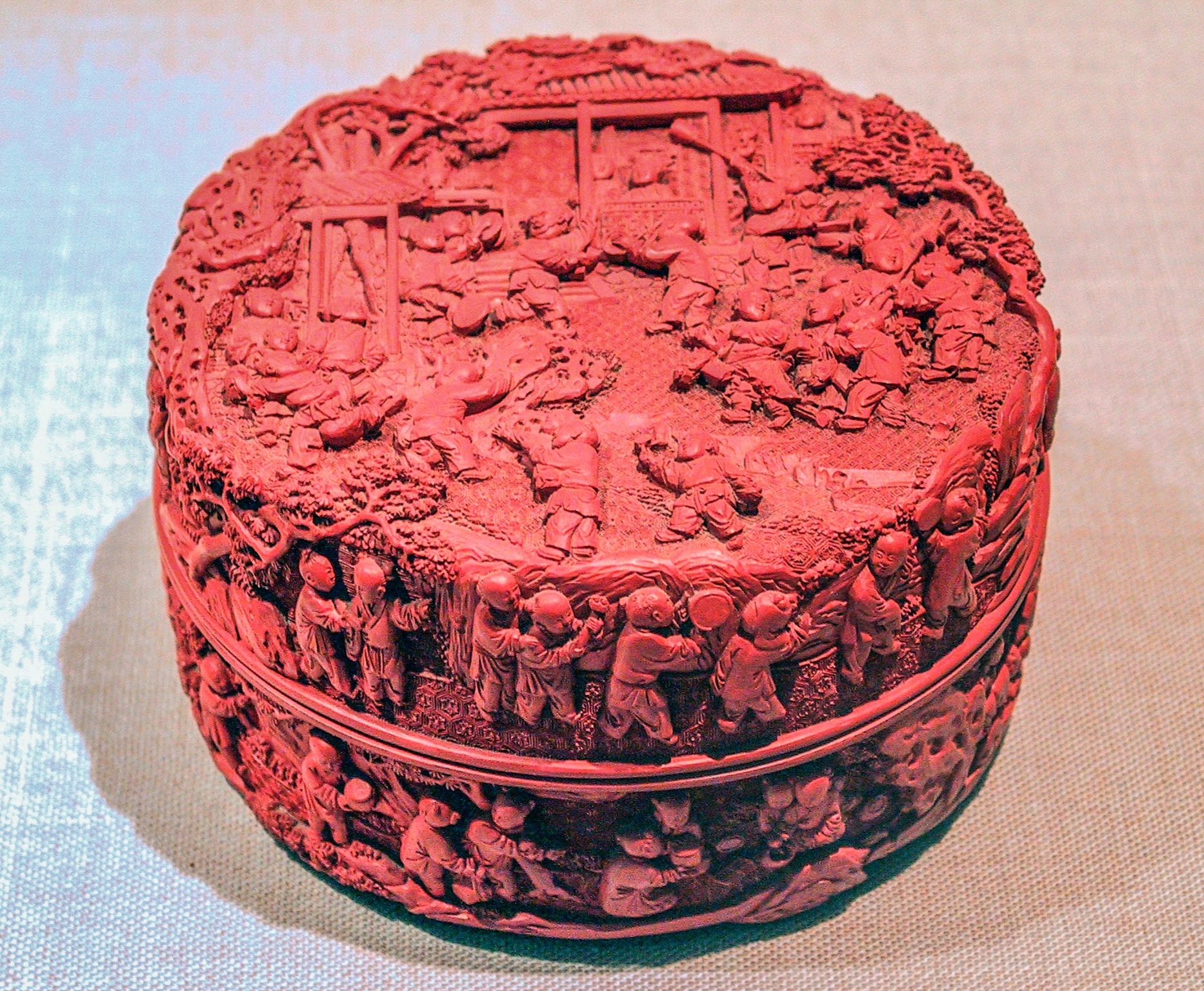
Capsa de laca vermella de la dinastia Qing.
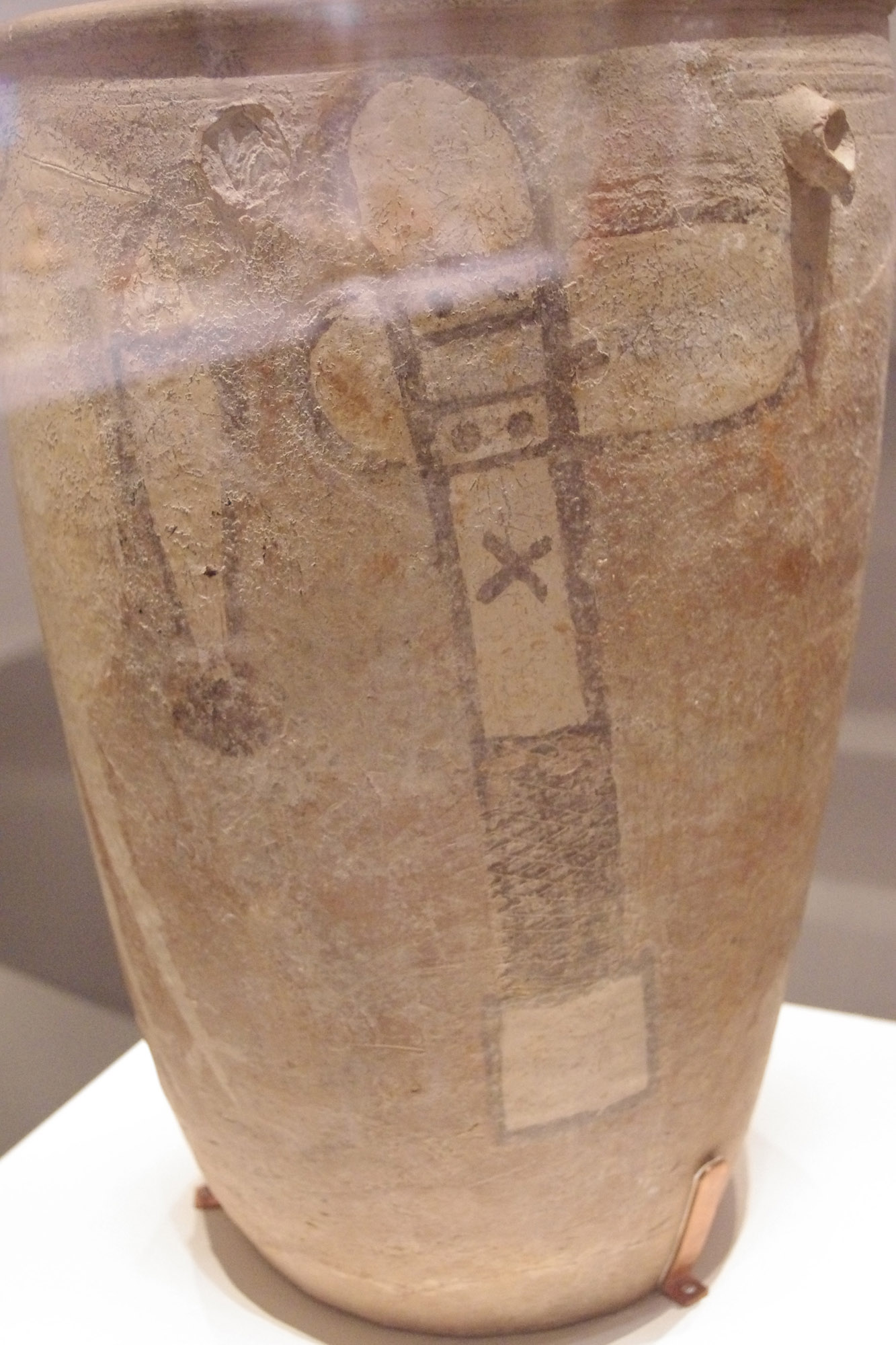
Ceràmica pintada de la cultura neolítica Yangshao.
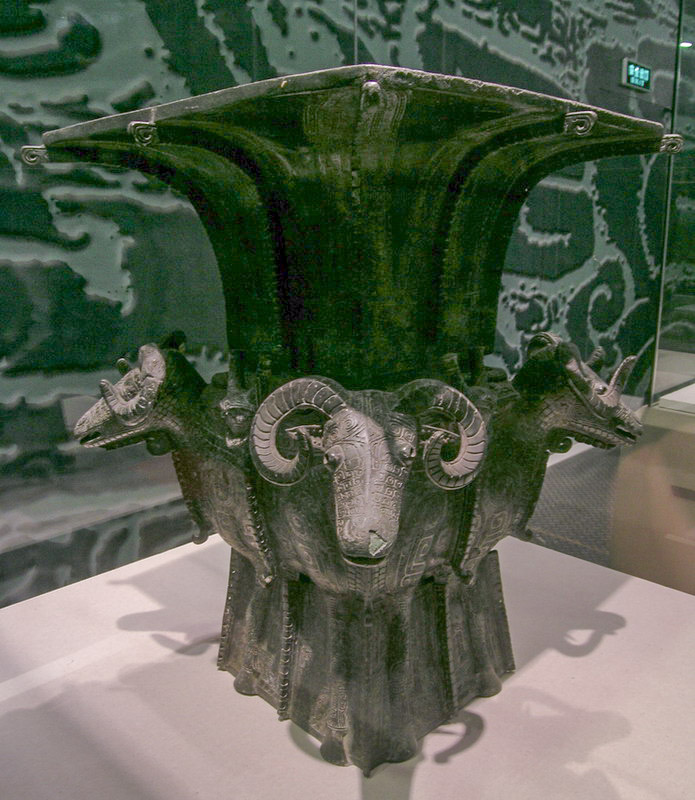
Zun, amb quatre ovelles, dinastia Shang.
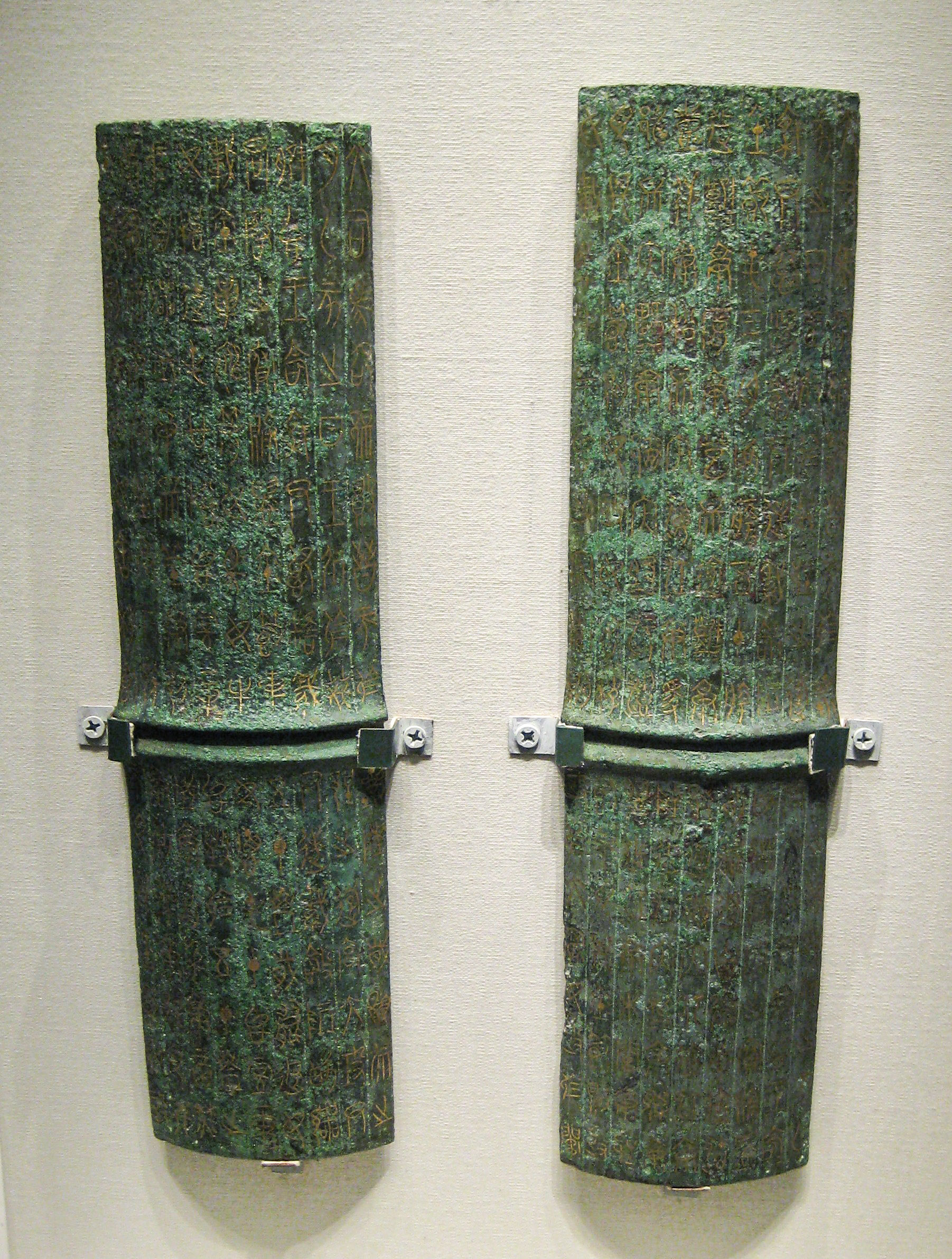
Pals de recomptes de bronze amb incrustacions d'or-
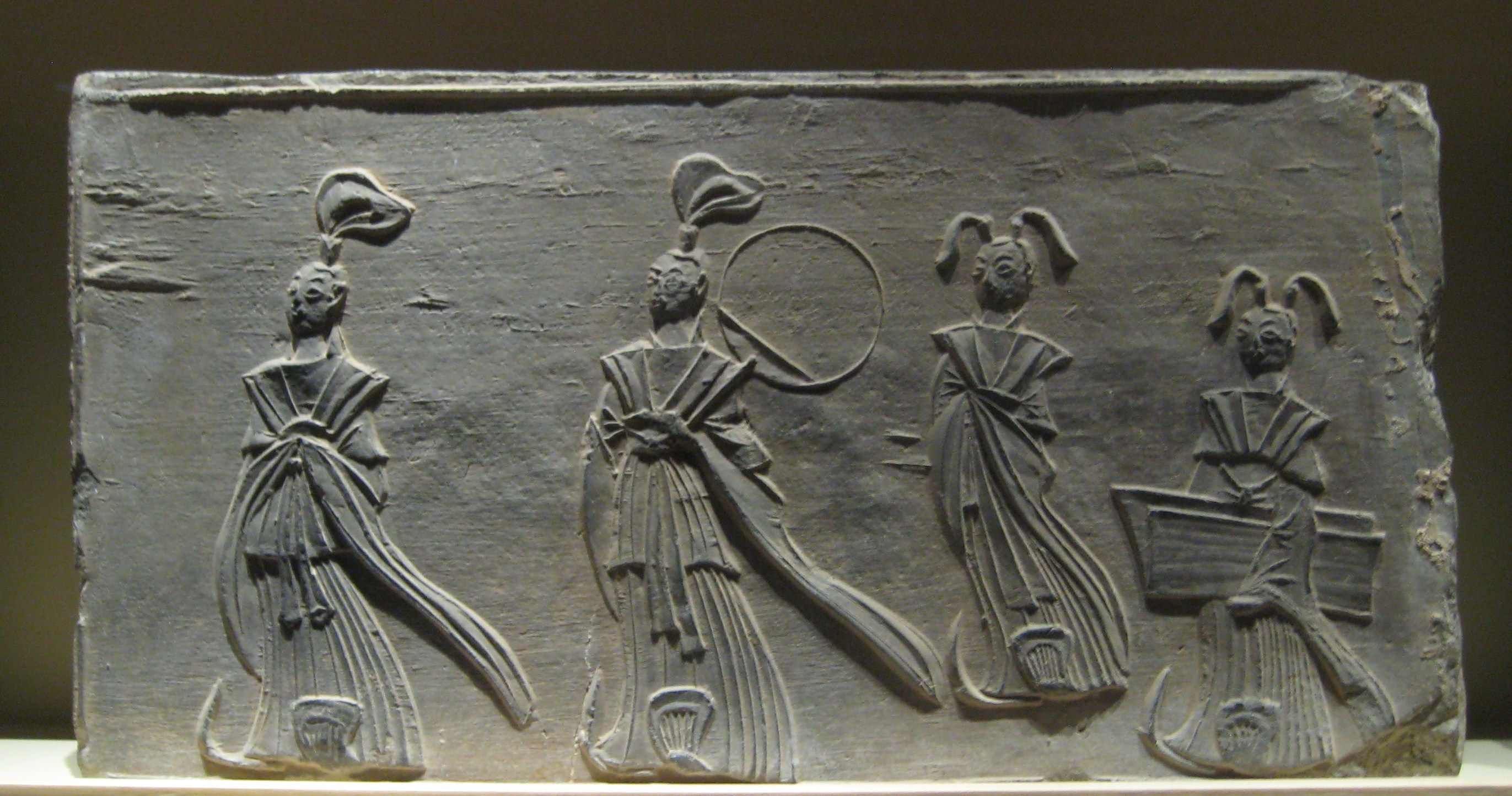
Relleu amb escolars y mestres, dinasties Meridionals i Septentrionals
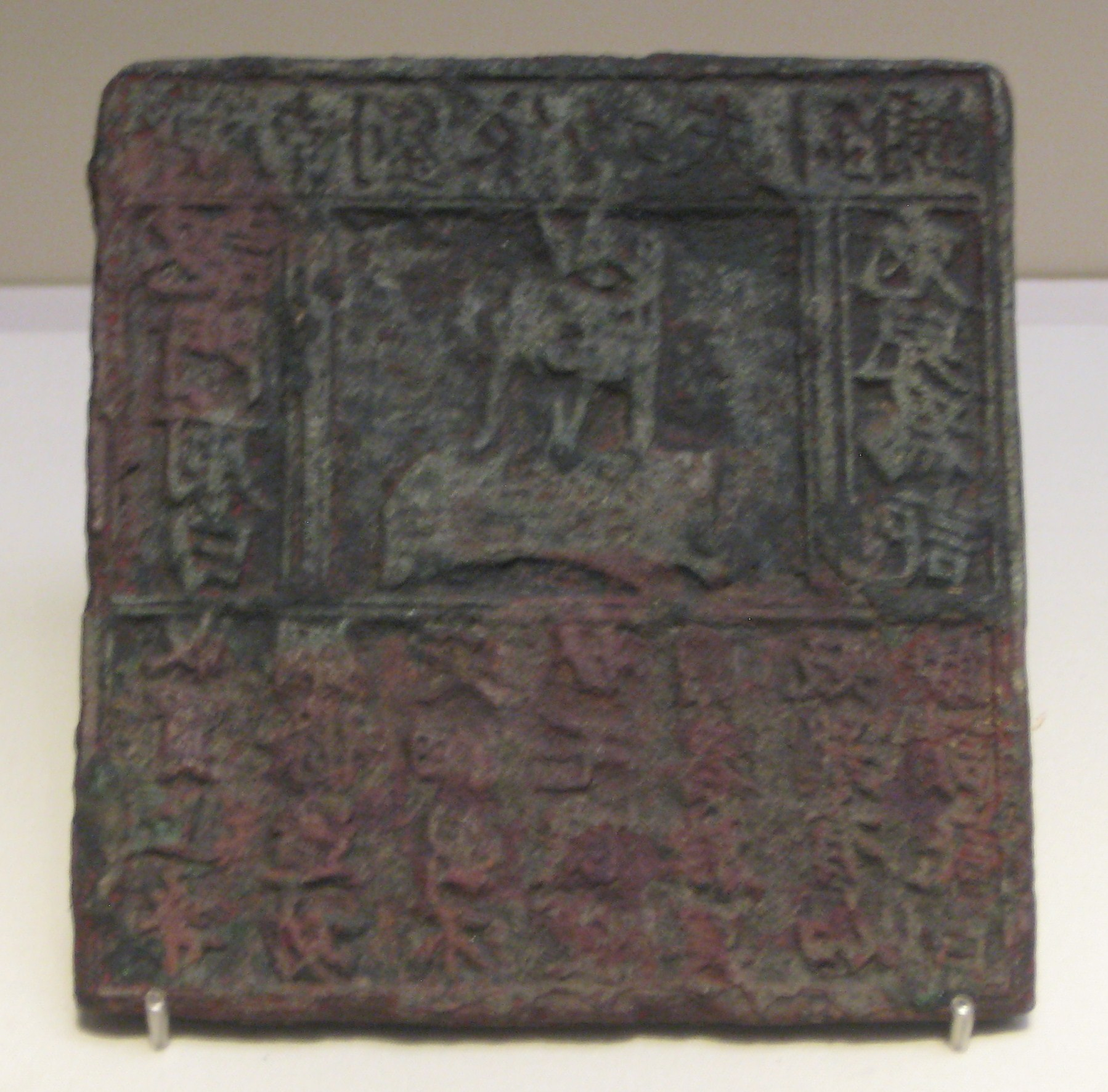
Relleu de bronze per l'aplicació d'un anunci comercial.
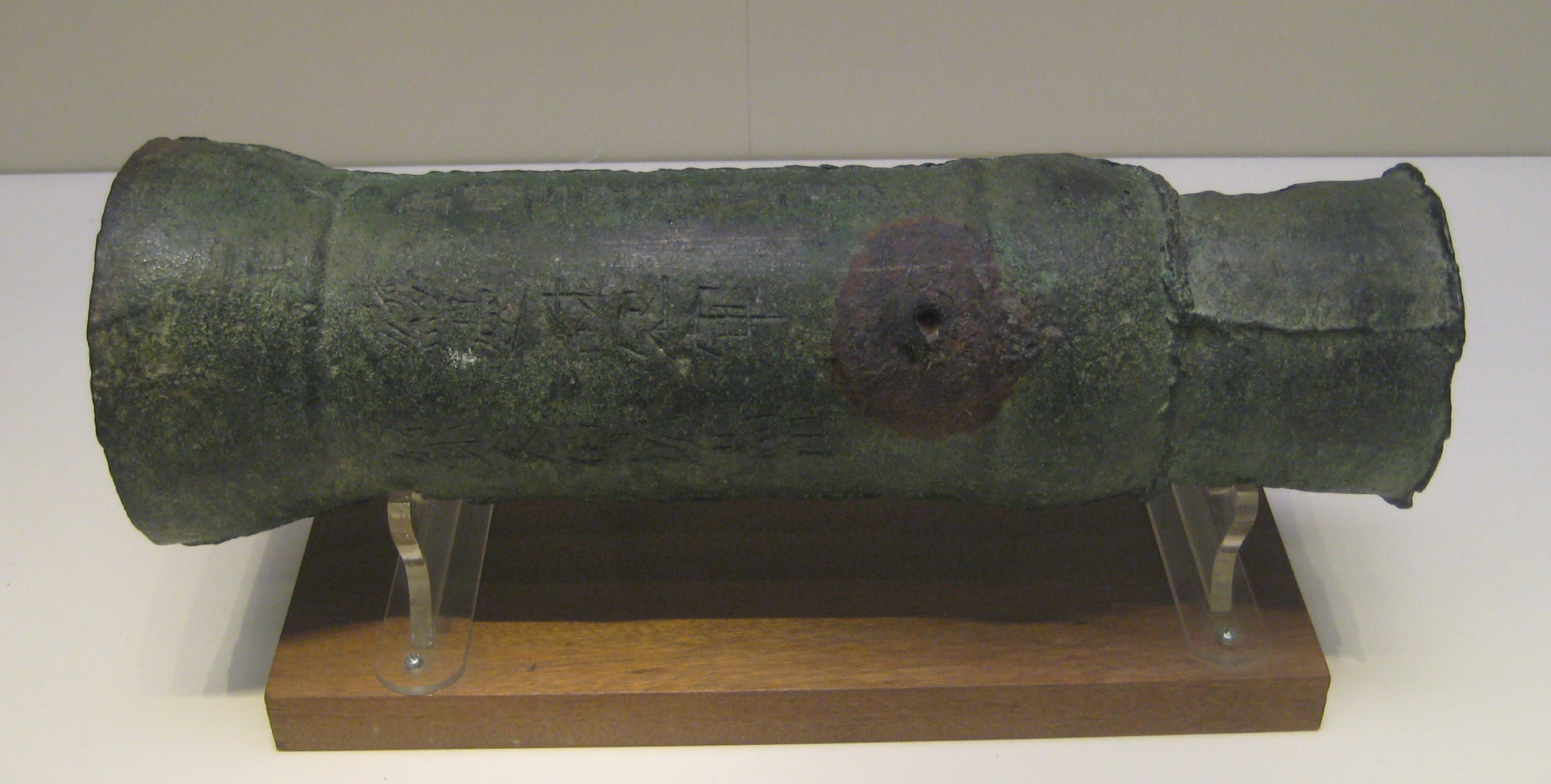
Canó de bronze amb la inscripció datada el 3r any de l'Era Zhiyuan (1332), dinastia Yuan.
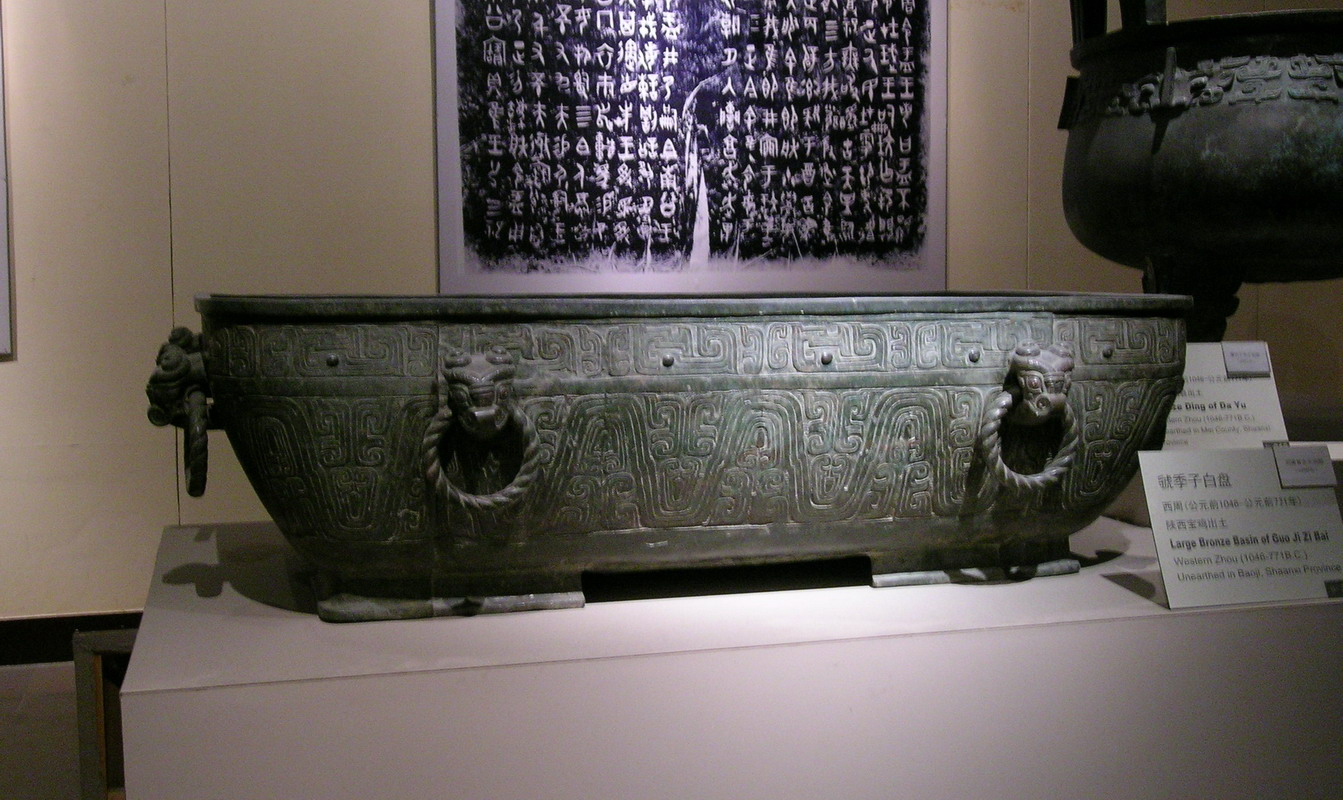
Pila de bronze gran de Guo Ji Zi Bai, des de Zhou de l'Oest.
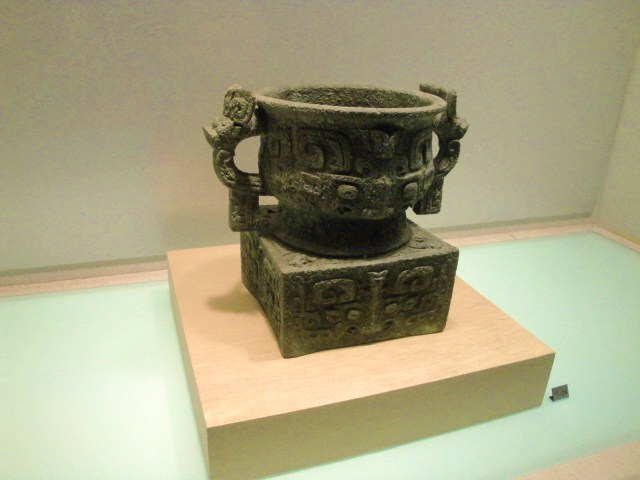
Atuell de bronze de la dinastia Zhou.
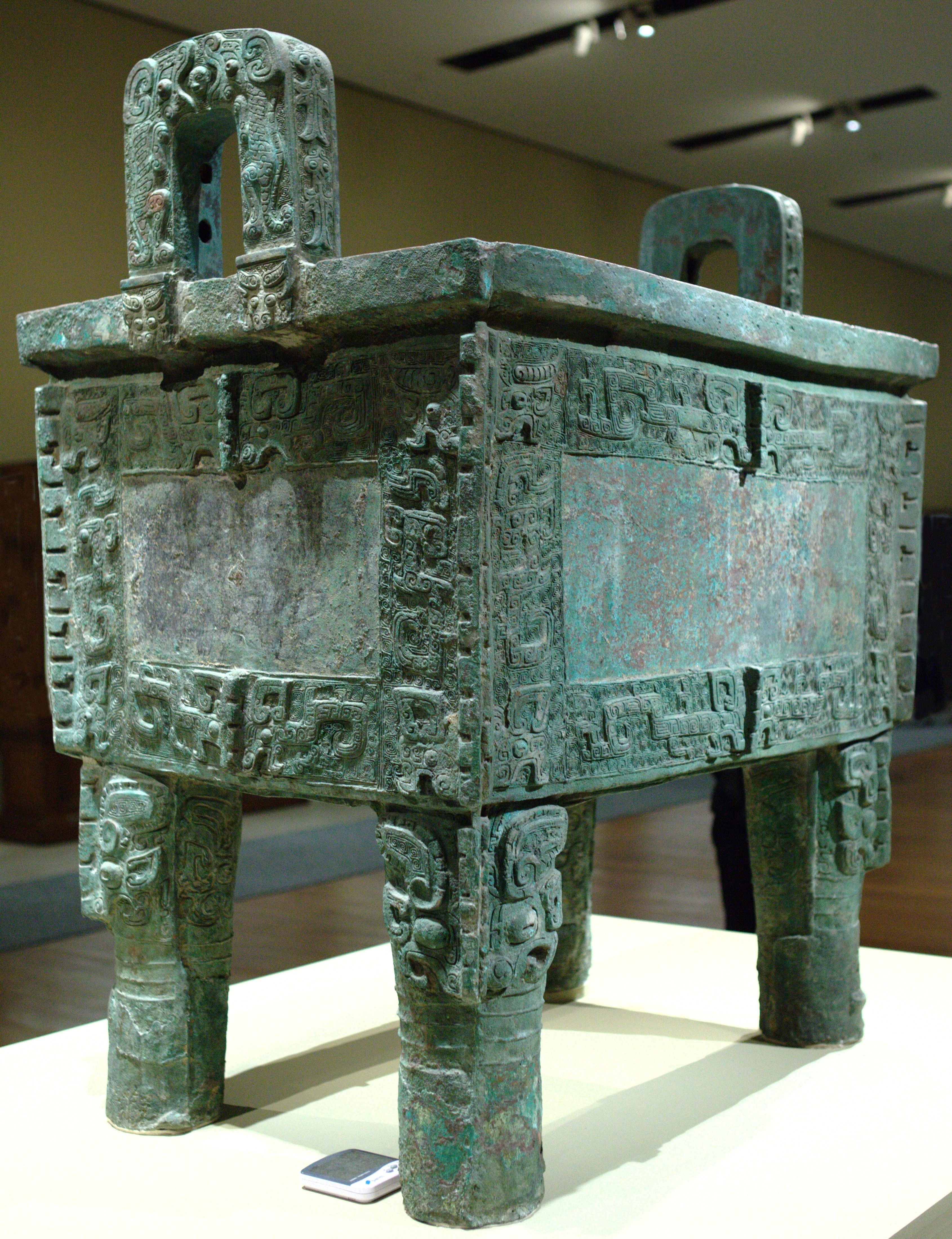
Houmuwu ding és un recipient rectangular de sacrifici de bronze, de la dinastia Shang. descobert a Anyang.
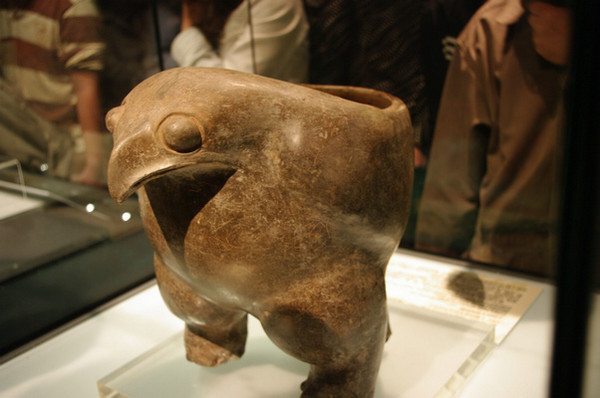
Ceràmica de la cultura de Yangshao.
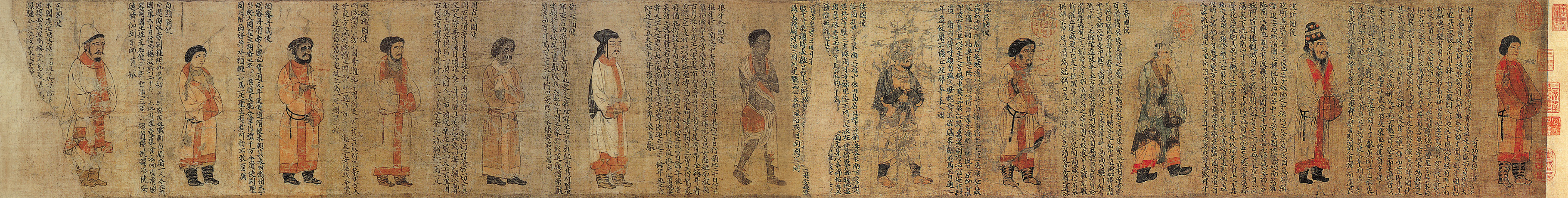
A Song Dynasty copy of the Retrats d'Ofrenes periòdiques de Yuan de Lian, datat del segle vi, que representa els ambaixadors de diversos estats tributaris.

## Rellotges de compte regressiu

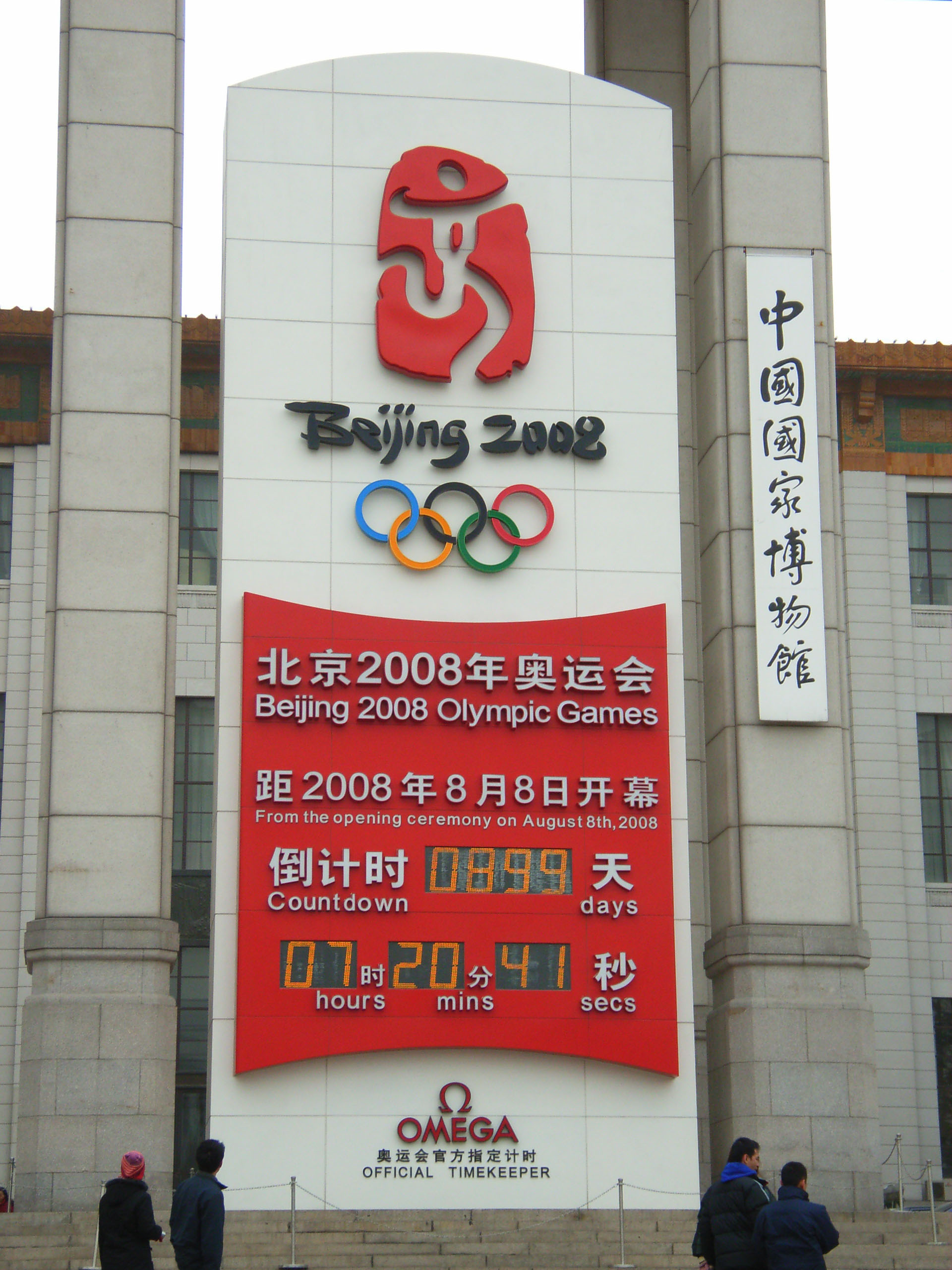
El rellotge de compte per a l'inici dels Jocs Olímpics de Pequín 2008

A causa de la seva ubicació central a la plaça de Tian'anmen, la part davantera del museu s'ha utilitzat des de la dècada de 1990 per a l'exposició de rellotges de compte regressiu respecte de les ocasions d'importància nacional, incloent el 1997 la transferència de la sobirania d'Hong Kong, el 1999 la transferència de la sobirania de Macau, el començament dels Jocs Olímpics de 2008, i l'obertura de l'Exposició Universal de Xangai (2010).

## Controversies
Una exposició de tres mesos de la marca de luxe Louis Vuitton el 2011 va donar lloc a algunes queixes de comercialització del museu, amb el professor de la Universitat de Pequín Xia Xueluan que va indicar que un museu públic de nivell estatal, «no deuria, de fet, de dedicar-se a la promoció cultural - comercial». Tanmateix Yves Carcelle, president i conseller delegat de Louis Vuitton Malletier va defensar l'exposició en afirmar:«el que és important és el que es descobrirà. Crec que abans que l'econòmic, està la història: 157 anys de creativitat i artesania».
Alguns crítics han al·legat també que la historiografia moderna del museu tendeix a centrar-se en els triomfs del Partit Comunista Xinés, i reduir al mínim o ignorar temes políticament sensibles com el Gran Salt Endavant i la Revolució Cultural.